# Битнє (Бохінь)
Битнє (словен. Bitnje) — поселення в общині Бохінь, Горенський регіон, Словенія. Висота над рівнем моря: 510,8 м.